# Neu-Ulm
Neu-Ulm (doslovan prijevod: Novi Ulm) grad je u njemačkoj saveznoj pokrajini Bavarskoj, na obali Dunava. Rijeka ga razdvaja od Ulma u Baden-Württembergu.
Krajem 2007. grad je imao 52.211 stanovnika.

## Geografija

### Okruzi
Neu-Ulm je raspoređen u 14 okruga, od kojih je 9 dodano između 1972. i 1977. Okruzi su: Burlafingen, Finningen, Gerlenhofen, Hausen, Holzschwang (uključujući Tiefenbach), Jedelhausen, Ludwigsfeld, Neu-Ulm, Offenhausen, Pfuhl, Reutti, Schwaighofen, Steinheim i Wiley.

## Povijest
Moderna povijest Neu-Ulma započela je promjenom suvereniteta nad gradom Ulmom 1810. godine iz Kraljevine Bavarske u Kraljevinu Württemberg. Dunav je postao granica između Bavarske i Württemberga. Zemlja na desnoj obali Dunava tako je ostala pod bavarskim suverenitetom. Ovo je bio početak Neu-Ulmovog statusa neovisnog grada.
U to je vrijeme Neu-Ulm bio vrlo malen s nešto više od nekoliko kuća, konoba, komadića zemlje i sela Offenhausen. Još uvijek je bio poznat pod nazivom "Ulm am rechten Donauufer (Ulm s desne strane Dunava). Ime "Neu-Ulm" prvi se put spominje u zapisima 1814. godine.
Stvarni rast grada započeo je nekoliko desetljeća kasnije 1841. godine, kada je Frankfurter Bundesversammlung najavio izgradnju savezne utvrde Ulm, Bundesfestung. Po želji kralja Ludwiga I, Neu-Ulm je bio uključen u utvrdu, a građevinske radove u Neu-Ulmu nadzirao je bojnik Theodor von Hildebrandt.  Nakon što je Neu-Ulm 1853. godine bio povezan sa željezničkom prugom do Augsburga, stigli su vojnici i tamo je stvoren garnizon.
Grad je počeo cvjetati pod gradonačelnikom Josefom Kollmannom krajem 19. stoljeća. Tramvajska pruga koja povezuje Ulm i Neu-Ulm sagrađena je 1897. godine, a 1900. godine izgrađen je vodotornji (i danas znamenitost), koji jamči opskrbu vodom Neu-Ulma. 1906. Neu-Ulm se prvi put proširio izvan gradskih zidina. Izgrađene su prve tvornice, koje su se nastavile širiti.
Nakon Prvog svjetskog rata garnizon je zatvoren. Stanovništvo i bogatstvo grada su rasli. Međutim, Drugi svjetski rat ostavio je svoj trag; gotovo osamdeset posto grada uništeno je savezničkim bombardiranjem, a svi mostovi preko Dunava do Ulma uništeni su.
Obnova je započela, a od kraja Drugog svjetskog rata do 1990-ih, američka vojska bila je smještena u Neu-Ulmu. 1968. 1. bojna, 81. pukovnija terenskog topništva preselila se iz Wackernheima u vojarnu Wiley. U početku je bio opremljen s osam nuklearnih raketa Pershing 1, a 1969. zamijenio ih je s 36 raketa Pershing 1a, zamijenivši ih 1984. raketom Pershing II. Bataljun je deaktiviran 1986. godine i reformiran kao 1. bojna, 9. poljska topnička pukovnija. Ratifikacijom Ugovora o nuklearnim snagama srednjeg dometa 27. svibnja 1988. rakete su uništene, a bataljun je deaktiviran 30. lipnja 1991.
Odlazak američke vojske imao je velik utjecaj na ekonomiju grada, a također je ostavio velik broj praznih vojnih zgrada.

## Vanjske poveznice
- Službena stranica (njem.)

### Ostali projekti
|  | Zajednički poslužitelj ima još gradiva o temi Neu-Ulm |